# UK Athletics
UK Athletics (UKA) é o órgão que rege o atletismo no Reino Unido. É responsável por supervisionar a governança de eventos de atletismo no país assim como seu desevolvimento, atletas, dirigentes, árbitros e técnicos. A organização se renomeou como British Atlhetics em 2013 mas se mantém legalmente conhecida como UK Athletics e continua a usar este nome na administração interna. Estruturado como uma organização sem fins lucrativos, ele é formado por quatro organizações membros, England Athletics, Scottishathletics, Welsh Athletics e Athletics Northern Ireland, uma de cada nação constituinte do Reino Unido.
A UK Athletics foi fundada em 1999 com sucessora da British Athletics Federation que havia entrado em colapso por questões financeiras. Os atletas filiados ao órgão, quando representam o país, competem internacionalmente sob a marca Team GB. Com sede em Birmingham, na Inglaterra, ela é presidida pelo ex-atleta e campeão olímpico do salto em distância em Tóquio 1964, Lynn Davies.